# Ereis javanica
Ereis javanica là một loài bọ cánh cứng trong họ Cerambycidae.